# Hermann Löscher
Friedrich Hermann Löscher (* 22. September 1888 in Zwönitz; † 25. Dezember 1967 in Dresden) war ein deutscher Jurist und Historiker, der durch seine Forschungen zur Besiedlungsgeschichte und zum Brauchtum des Erzgebirges bekannt geworden ist.

## Leben
Löscher war der Sohn des gleichnamigen Diakons Friedrich Hermann Löscher und erhielt als Erstgeborener den Namen seines Vaters. Seine Mutter war Martha Emilie, geborene Saitmacher. Nach seinem Abitur am Schneeberger Gymnasium begann Löscher ein Studium der Rechte an den Universitäten Jena und Leipzig, das er durch die Einberufung und den Ersten Weltkrieg unterbrechen musste. Seine Promotionsschrift zum Dr. jur. befasste sich mit dem Thema Schule, Kirche und Obrigkeit – ein Beitrag zur Geschichte des Kirchschullehens.
Mit seiner Frau Erika geb. Meyfarth, die er 1927 in Leipzig geheiratet hatte, zog er ein Jahr später nach Dresden. Aus der Ehe gingen vier Kinder hervor. Neben seiner freiberuflichen Tätigkeit als Rechtsgutachter und Rechtshistoriker publizierte Löscher intensiv zu heimat-, schul- und kirchengeschichtlichen Themen.
Nach seinem Eintritt in den Ruhestand im Jahre 1953 betrieb Hermann Löscher intensive Quellenforschungen zum erzgebirgischen Bergrecht des Mittelalters. Seine Publikationen zur Siedlungs- und Stadtgeschichte des Erzgebirges stellen noch heute die Grundlage für weitere Forschungen dar. 1967 wurde er mit der Leibniz-Medaille geehrt. Sein Hauptwerk, das Erzgebirgische Bergrecht des 15. und 16. Jahrhunderts, blieb unvollendet. Nach seinem Tode wurden mehrere seiner nachgelassenen handschriftlichen Manuskripte durch seine Tochter Erika (1927–2018) editiert und veröffentlicht.
Er war Ehrenmitglied des Erzgebirgszweigvereins Leipzig.

## Schriften
- Das erzgebirgische Bergrecht des 15. und 16. Jahrhunderts.
  - Teil I: Die erzgebirgischen Berggebräuche des 16. Jahrhunderts und ihre Vorläufer seit etwa 1450., Akademie-Verlag, Berlin 1958.
  - Teil II: Erzgebirgische Bergordnungen und Bergfreiheiten sowie andere bergrechtliche und den Bergbau betreffende Urkunden des 15. Jahrhunderts. Urkundenbuch 1: 1400–1480. Freiberg 2003, ISBN 3-86012-201-0.
  - Teil II: Erzgebirgische Bergordnungen und Bergfreiheiten sowie andere bergrechtliche und den Bergbau betreffende Urkunden des 15. Jahrhunderts. Urkundenbuch 2: 1481–1500. Freiberg 2003, ISBN 3-86012-268-1.
  - Teil II: Erzgebirgische Bergordnungen und Bergfreiheiten sowie andere bergrechtliche und den Bergbau betreffende Urkunden des 16. Jahrhunderts. Urkundenbuch 3. Freiberg 2009, ISBN 978-3-86012-369-0.
- mit Johannes Voigt: Heimatgeschichte der Pflege Stollberg. Reprint. Band 1: Heimatland, Chemnitz 2005, ISBN 3-910186-55-6; Band 2: Heimatland, Chemnitz 2007, ISBN 3-910186-61-0.
- Die bäuerliche Nachbesiedlung des Erzgebirges um 1500. In: Blätter für deutsche Landesgeschichte. 91, 1954, S. 130–157 (Digitalisat in der Bayerischen Staatsbibliothek München).